# 徳川家康の洋時計
徳川家康の洋時計（とくがわいえやすのようどけい）は、慶長16年（1611年）にスペイン国王フェリペ3世から徳川家康に贈られた洋時計であり、日本現存最古の時計である。家康の死後は久能山東照宮に祀られ、重要文化財に指定された。2012年（平成24年）に行われた大英博物館の時計部門責任者による調査では、保存状態が良く内部の部品もほぼ当時のまま残っていると評価されている。

## 概観
高さ21.5センチ、幅と奥行きは10.6センチ。ぜんまい駆動、時打ち、目覚まし付きの小型の機械時計である。金銅製の箱形でドーム状の屋根をつけ、左右の側面は扉造りとなっている。扉と背面には、ゴシック風のアーチ門の内側から遠望する城砦風景が線彫りされ、ドーム状の上部の表面には青海波透かし彫りの金具を重ねており、中には銀色の鐘が入っている。正面の円形文字盤は真鍮金メッキに銀製の目盛環が一体化して付けられている。
文字盤にはローマ数字で「I」から「XII」までが記され、文字盤の下に鋲留めされた長円形の板には「HANS・DE・EVALO・ME・FECIT EN MADRID・A・1581」（ハンス・デ・エパロが1581年、私をマドリードで作った）と、スペイン語とラテン語を交えて擬人的表現で彫り込まれている。この銘は疑う余地のないものとされてきたが、2014年（平成26年）になって、「1581」とだけ書かれた底面の銘板の下に「NICOLAVS DE TROESTENBERCH ME FECIT ANNO DNI 1573 BRVXELENCIS」（ニコラウス・ド・トロエステンベルクが西暦1573年にブリュッセルで私を作った）と記された、別の銘があることが判明した。
時計には携帯用の箱が付属しており、これは杉材らしい薄板に革を貼ったもの。ガラスの丸窓が付けられており、時計を格納しても時刻を読めるようになっている。蓋となる上部の板は、時計のドームに合わせた半円球となっている。吊り手は失われているが、付け根の部分に金具が残っている。

## 歴史

### 制作
本時計は従来、1581年に、スペイン・マドリードでフェリペ2世の王室時計師・ハンス・デ・エバロによって製造されたとされていた。デ・エパロはブリュッセル生まれのフランダース人で、1580年から1598年で死去するまで、フェリペ2世に仕えた名時計師だった。スペイン国王は、フェリペ2世の前のカルロス1世（カール5世）の頃より、時計を珍重して蒐集しており、このコレクションのうち、現存する最古の時計も、デ・エパロの制作によるものである。
のちに発見された銘に記された「トロエステンベルク」については、ジャン・ファン・トロエステンベルクという時計師が15世紀初頭、フェリペ1世の王室時計師として活動していたほか、その息子のニコラウス・デ・トロエステンベルクが、神聖ローマ皇帝カール5世の王室時計師として活動していたことが明らかとなっている。
製作されてから家康へ贈られるまでの、時計の来歴については不詳である。

### 渡来
慶長14年（1609年）9月30日、フィリピンからヌエバ・エスパーニャ（現在のメキシコ）に向かっていたフィリピン臨時総督ドン・ロドリゴ（ロドリゴ・デ・ビベロ）の乗船するサン・フランシスコ号は、日本付近で暴風雨に遭い大多喜藩領の上総国夷隅郡岩和田村（現・千葉県夷隅郡御宿町岩和田）に漂着した。地元の村人たちは、船員373名のうち317名の救助に成功し、彼らに衣服や食料を与えた。また、地元の海女たちが衰弱した船員たちを抱いて温め生命を救ったとも伝えられる。
徳川家康は、外交顧問で通訳のウィリアム・アダムスを岩和田村に派遣し、ドン・ロドリゴ一行に様々な便宜を与えて保護するよう指示。大多喜城主の本多忠朝は、ロドリゴに面会し、着物、太刀、雌牛や鶏、果物、酒などを贈ったほか、処遇決定までの40日間、食事などの世話をした。
その後、ロドリゴは江戸で徳川秀忠に面会し駿府で家康に謁見した。この際にはスペインの臨時大使として交易についての話し合いを行い、家康はメキシコからの鉱山技術者の派遣を条件に、ロドリゴに西洋帆船と渡航費の提供を提案。交渉はまとまり、ロドリゴはウイリアム・アダムスの建造した西洋帆船（ガレオン船）にサン・ブエナ・ベントゥーラと命名して、日本人商人20人と共に、慶長15年（1610年）6月13日に浦賀を出帆、10月23日にヌエバ・エスパーニャに帰還した。
慶長16年（1611年）6月、スペイン国王フェリペ3世とヌエバ・エスパーニャ副王ルイス・デ・ベラスコは、探検家・商人のセバスティアン・ビスカイノを日本に派遣。ビスカイノの使命は、日本近海にあるとされた金富島・銀富島の発見、日本への答礼使、家康から貸借した金子の返却、日本商人を送り届けることなどであった。7月にビスカイノは駿府で家康に面会し、スペイン国王及びヌエバ・エスパーニャ副王の書簡と贈り物を持参した。この中に時計が含まれており、外交顧問の以心崇伝は『異国日記』の進物目録に「斗景　壱ケ」と記録している。
家康はこの時計を気に入り、部屋に飾ったが、日本の時法との違いの為、時計としては使用しなかった。そのため機械類が消耗せず、制作当時に近い形を保つこととなった。家康の死後、時計は遺品として久能山東照宮に収められた。

### 修理と復活
1948年（昭和23年）6月10日（時の記念日）に日本放送協会（NHK）は、この時計が時を打つ音を、ラジオ放送で初めて全国に紹介している。しかし、朝比奈貞一が放送の翌春に東照宮を訪ねて実際の時計を確認したところ、鉄の部品にはかなりの赤錆が出ており、油も切れていて動かない状態だった。前年の放送も時計を動かしたのではなく手で鳴らして録音したと聞いた朝比奈は、東照宮側に繰り返し手入れを勧めた。
その結果、時計の手入れは1953年（昭和28年）と1954年（昭和29年）の両年に、家康の命日で大祭の日に当たる4月17日の前後に行われることとなった。この日が選ばれた理由は徳川家正の参拝に合わせるためで、また宝物は一切門外不出との方針から、作業は全て東照宮内で行われている。
この際には、東京の伊佐田杉次郎ら、浜松の石津浪次郎といった時計師が手弁当で作業に当たり、時計は再び動き出すようになった。NHKは1953年（昭和28年）4月18日夜のニュースで、自力で時を刻む音と鐘の音を全国放送している。また1955年（昭和30年）の時の記念日には、例大祭に参列した参議院議長の河井彌八の提案から、スペインにある姉妹時計との鳴き合わせが行われることとなり、朝比奈らがスペイン大使館に掛け合って、互いに交換したテープが、両国の6月10日に放送されている。
1955年（昭和30年）11月には、19日から20日にかけての夜間に、陳列館から他の宝物12点と共に、時計が盗み出されるという事件も発生した。この事件は外国の時計雑誌にも取り上げられる事件となったが、翌1956年（昭和31年）2月1日の夜に、時計は古新聞に包まれて静岡市内の新聞社に届けられた。のちに犯人は逮捕されたが、他の宝物12点は三保の松原の海中から漁の網にかかる形で発見されており、全て損傷していたにも拘わらず、時計だけが無傷で戻った形となった。

### 近年の調査
1979年（昭和54年）、徳川家康の洋時計は、全169点からなる「徳川家康関係資料」の一つとして、重要文化財に指定され、2022年（令和4年）現在は、久能山東照宮博物館に常時展示されている。
2012年（平成24年）5月16日から17日にはイギリスの大英博物館時計部門責任者であるデービット・トンプソンが時計の内部を調査した。これは小西美術工藝社社長のデービッド・アトキンソンが、2011年（平成23年）2月17日の春の大祭に東照宮を訪れた際に宮司の落合偉洲と話をしたことが契機で、アトキンソンが大英博物館の調査で学術的価値を明らかにすることを落合へ勧め、自ら博物館側とやり取りを行ったが、当初の博物館の反応は「極東の日本になぜ、十六世紀の西洋時計があるのか、どうしても信じられない」というものであったという。大英博物館は内部の写真を要求したため、落合は文化庁の許可を得た上で、和時計師の澤田平の協力を得て時計を分解。内部機構の写真を博物館へ送り、ようやく大英博物館の内部調査が実現した。
調査後、トンプソンは記者会見で「この時代の同様の時計は世界に20個程しか現存せず、内部のぜんまいなどがほぼ全て交換されずに残っている、革張りの外箱を含めて保存状態が非常によい」と述べ、希少価値が高いと評価した。また、このときの調査所見を元に、2014年（平成26年）5月13日から14日には、同じ大英博物館指定の時計保存修復管理士のヨハン・テン・ヒューゾにより、分解洗浄作業も行われている。
2014年（平成26年）には前述の通り、従来考えられていたものとは別の時計師・製作年・製作地という「衝撃的事実」が記された銘が発見された。これは同年秋に、トンプソンの指摘に従って静岡大学電子工学研究所が時計の正面側と底面のX線透視撮影を行った際の発見だった。国立科学博物館理工学研究部名誉研究員の佐々木勝浩と齋藤曜は、ドン・ロドリゴがアカプルコに帰還してから日本へ向けて出発するまでには5ヶ月弱しかなく、この短い準備期間の中で、家康への充分な謝意と共にスペイン王国の権威を示す贈り物として、王室の公式王室時計師の作品が求められたが、本土から時計を運ぶ時間的余裕はなかったため、副王の手元にあった時計に、1580年に公式王室時計師に昇進したばかりのデ・エパロの銘を新たに貼ったのではないかと推測している。